# Deysiré Salazar
Deysiré Mayte Salazar Biscaino (* 4. Mai 2004 in Río Alejandro) ist eine panamaische Fußballspielerin.

## Karriere

### Klub
Auf Klubebene steht sie derzeit beim Tauro FC unter Vertrag.

### Nationalmannschaft
Bei der panamaischen A-Nationalmannschaft hatte sie ihr Debüt im Jahr 2019, wo sie mit ihrer Mannschaft an den Panamerikanischen Spielen 2019 teilnahm. Danach nahm sie mit der Mannschaft auch erfolgreich an der Qualifikation zur CONCACAF W Championship 2022 teil, mit der sie dann am Ende auch bei der dortigen Endrunde in allen drei Gruppenspielen des Teams zum Einsatz kam.
Am Ende schied ihre Mannschaft nach der Gruppenphase aus, durch die Platzierung auf dem dritten Platz konnte die Mannschaft aber am Playoff-Turnier um einen Startplatz bei der Weltmeisterschaft 2023 teilnehmen. Hier schaffte es sie mit ihren Mitspielerinnen schlussendlich dann auch sich für die WM zu qualifizieren. Bei den beiden Partien stand sie auch jeweils in der Startelf und bereitete im Hinspiel auch noch ein Tor vor.